# Тростянець
Тростяне́ць (МФА: [trɔsʲtʲɐˈnɛt͡sʲ] ( прослухати)) — місто в Україні, в Охтирському районі Сумської області.
З 2017 року центр Тростянецької міської громади. Колишній районний центр нині ліквідованого Тростянецького району.

## Географія
Місто Тростянець розташоване на річці Боромля (притока Ворскли, басейн Дніпра), а також її притоках — Люджі (південно-східна частина міста) і Радомлі (західна частина міста). До міста примикають село Лучка і селище Лісне. До міста примикають великі лісові масиви.
Через місто проходять автомобільні дороги Н12 і Т 1913, а також залізнична лінія Суми—Люботин (Південна залізниця), станції Смородине і Рупине. Населення міста — 21,5 тис. мешканців.
Тростянець лежить за 55 км на південь від обласного центру (автошлях Н12). Найближчий райцентр — місто Охтирка (21 км, на південь).

## Історія
За свідченнями істориків, поселення на місці теперішнього Тростянця виникло в першій половині XVII ст., під час нової хвилі переселення селян і козаків із Правобережної України на Слобожанщину, спричиненої поновленням панування польської шляхти після битви під Берестечком (1651).
Назву міста пов'язують із назвою річки Тростянки, яка протікає неподалік.
Наприкінці XVII століття власником Тростянця стає охтирський полковник Іван Перехрестов.

### За часів Російської Імперії

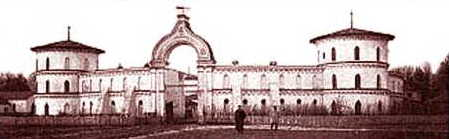
Круглий двір на початку XX ст.

У 1720 році тростянецькі перейшли до царського духовника Тимофія Надаржинського. До 1820 року Тростянець належав безпосередньо сім'ї Надаржинських, а з 1820 року — яко посаг — переходить до сім'ї генерала Олексія Корсакова, з 1843-го — до сім'ї князя Василя Голіцина.
До 1765 року Тростянець був у юрисдикції Охтирського полку, потім — у складі Слобідсько-Української губернії. З 1835 року Тростянець входив до складу Харківської губернії. Господарство містечка розвивалося дуже повільно через важкий матеріальний стан населення. Заможністю виділялися лише багата садиба князів Голіциних (манеж, цирк, театр, поміщицька садиба та церква).
За даними на 1864 рік у власницькому селі Охтирського повіту мешкало 2150 осіб (1025 чоловічої статі та 1125 — жіночої), налічувалось 392 дворових господарства, знаходилася православна церква, функціонували цукробуряковий, горілчаний, винокурний, цегельний та селітряний заводи, відбувались 3 щорічних ярмарки та базари.
В 1868—1874 роках маєтком володіє петербурзький купець Марк. 1874 року Тростянець придбав великий цукрозаводчик Леопольд Кеніг. Останнім власником маєтку до 1917 року був його син Юлій.
1877 року в Тростянці за наказом російського міністра шляхів сполучення збудували локомотивне депо «Смородине» та закуплено 12 паротягів.
Станом на 1914 рік село було центром окремої, Тростянецької волості, кількість мешканців зросла до 4568 осіб.

### Радянська доба
Наприкінці грудня 1917 року, у Тростянці встановлено радянську владу. На націоналізованих землях Кенігів створено Півненківський цукрозавод, бурякорадгосп, деревообробний комбінат, завод «Електропобутприлад».
З квітня до грудня 1918 Тростянець було окуповано австро-німецькими військами, із серпня до грудня 1919 — військами денікінців. 4 грудня 1919 року радянську владу було встановлено остаточно.
У лютому 1923 року Тростянець став селищем міського типу. Станом на 1926 рік, тут проживало 7300 осіб. У 1925—1930 роках Тростянець входив до складу Сумського округу, протягом 1930—1932 років був районним центром, підпорядкований республіканським органам влади.
Під час організованого радянською владою Голодомору 1932—1933 років померло щонайменше 46 жителів міста.
12 липня 1940 року Тростянцю надано адміністративний статус міста.
27 березня 1978 року села Смородине і Радомля включені в смугу міста Тростянця.

#### Друга світова війна
Радянські війська відійшли з боями 10 жовтня 1941 року.
У роки Другої світової війни, місто було окуповане німецькими загарбниками (10 жовтня 1941 — 9 серпня 1943). У цей період у місті діяла підпільна молодіжна організація. Устаткування деревообробного комбінату та спиртового заводу евакуювали на Урал. Нацисти вбили 157 жителів міста, ще 280 осіб вивезли на примусові роботи до Німеччини. Було зруйновано цукровий і спиртовий заводи, деревообробний комбінат, лісодослідну станцію, 137 будинків, 4 школи, знищили паровозний і вагонний парк. 1943 року нацисти підірвали вибухівкою будинок головного управителя маєтками Л. Є. Кеніга в Нескучному.

### Після відновлення незалежності України
У вересні 2010 року було відзначено на державному рівні 350-річчя заснування міста Тростянець Сумської області, проєкт відповідної Постанови Верховної Ради України був розроблений та зареєстрований у Верховній Раді України народним депутатом України, першим секретарем Сумського обкому КПУ Володимиром Даниленком.
У зв'язку із адміністративно-територіальною реформою та ліквідацією Тростянецького району, у 2020 році місто увійшло до складу Охтирського району.

#### Російсько-українська війна
Росіяни безперешкодно зайшли в місто 24 лютого вже о 8-й ранку: колона з понад 100 одиниць техніки. Потім, як згадують очевидці, різні бойові машини йшли через місто щодня.
Від самого початку російського вторгнення, з 24 лютого 2022 року місто потерпає від атак російської армії, а з 4 березня у місті гуманітарна катастрофа.
Понад місяць Тростянець перебував під контролем російських окупантів. 1 березня в місто завели три колони ворожої техніки.
4 березня голова Сумської обласної військової адміністрації Дмитро Живицький повідомив, що місто повністю окуповане. З 13 березня, у зв'язку із масштабними обстрілами міста, виникли проблеми із електропостачанням — багато кварталів міста було знеструмлено. Через відсутність електрики не працювало і водопостачання. Крім того, станом на 22 березня, уніслідок бойових дій у Тростянці також пошкоджена газова труба, тому у декількох районах міста відсутнє газопостачання.
26 березня 2022 року місто звільнене від російської армії, звідти вибили Кантемирівську танкову дивізію, командир 13-го танкового полку, що входив до складу цієї дивізії, застрелився.
З 27 березня розпочалась евакуація мешканців міста, що залишилися без житла, та завезення гуманітарної допомоги. Багато місць залишається замінованими, тому комунальні служби та ДСНС зможуть повністю відновити роботу після розмінування території громади.
Російськими загарбниками було розграбовано шоколадну фабрику, внаслідок бойових дій вона майже вщент розбита. Спалено будинок управителя маєтками Леопольда Кеніга (пам'ятку архітектури національного значення 1911 року, де розташовувалась Краснотростянецька лісова науково-дослідна станція). Постраждав Круглий двір, де, за словами Дмитра Живицького, російські солдати знесли танком ворота. Пошкоджена також картинна галерея в сусідньому палаці Голіцина.
Після звільнення міста роботу шоколадної фабрики вдалось частково відновити.
На думку мера міста Юрія Бови окупація та бойові дії відкинули місто в розвитку на близько 10 років.
Після звільнення у місті розпочалися відновлювальні роботи. Архітектор В. Биков і фахівці з проектних інститутів м. Києва почали розробку концепції відновлення та розвитку центральної частини Тростянця.

## Населення

### Чисельність
| 1926     | 1939     | 1959     | 1970     | 1979     | 1989     | 2001     |
| -------- | -------- | -------- | -------- | -------- | -------- | -------- |
| ▲ 8 726  | ▲ 12 069 | ▲ 17 992 | ▲ 19 868 | ▲ 23 655 | ▲ 25 706 | ▼ 23 308 |
| 2003     | 2004     | 2005     | 2006     | 2007     | 2008     | 2009     |
| ▼ 22 986 | ▼ 22 715 | ▼ 22 434 | ▼ 22 173 | ▼ 22 013 | ▼ 21 898 | ▼ 21 823 |
| 2010     | 2011     | 2012     | 2013     | 2014     | 2015     | 2016     |
| ▼ 21 682 | ▼ 21 580 | ▼ 21 463 | ▼ 21 368 | ▼ 21 220 | ▼ 21 003 | ▼ 20 708 |
| 2017     | 2018     | 2019     | 2020     | 2021     | 2022     |          |
| ▼ 20 638 | ▼ 20 486 | ▼ 20 238 | ▼ 19 985 | ▼ 19 797 | ▼ 19 544 |          |

### Національний склад
Розподіл населення за національністю за даними перепису 2001 року:
| Національність  | Відсоток |
| --------------- | -------- |
| українці        | 89,03%   |
| росіяни         | 9,55%    |
| білоруси        | 0,36%    |
| цигани          | 0,23%    |
| інші/не вказали | 0,83%    |

### Мова
Розподіл населення за рідною мовою за даними перепису 2001 року:
| Мова            | Чисельність, осіб | Відсоток |
| --------------- | ----------------- | -------- |
| Українська      | 21 200            | 90,71%   |
| Російська       | 1 982             | 8,48%    |
| Білоруська      | 39                | 0,17%    |
| Циганська       | 15                | 0,06%    |
| Вірменська      | 14                | 0,06%    |
| Румунська       | 6                 | 0,03%    |
| Німецька        | 3                 | 0,01%    |
| Угорська        | 2                 | 0,01%    |
| Польська        | 2                 | 0,01%    |
| Інші/Не вказали | 107               | 0,46%    |
| Разом           | 23 370            | 100%     |

## Пам'ятки історії та культури

### Тростянецький парк

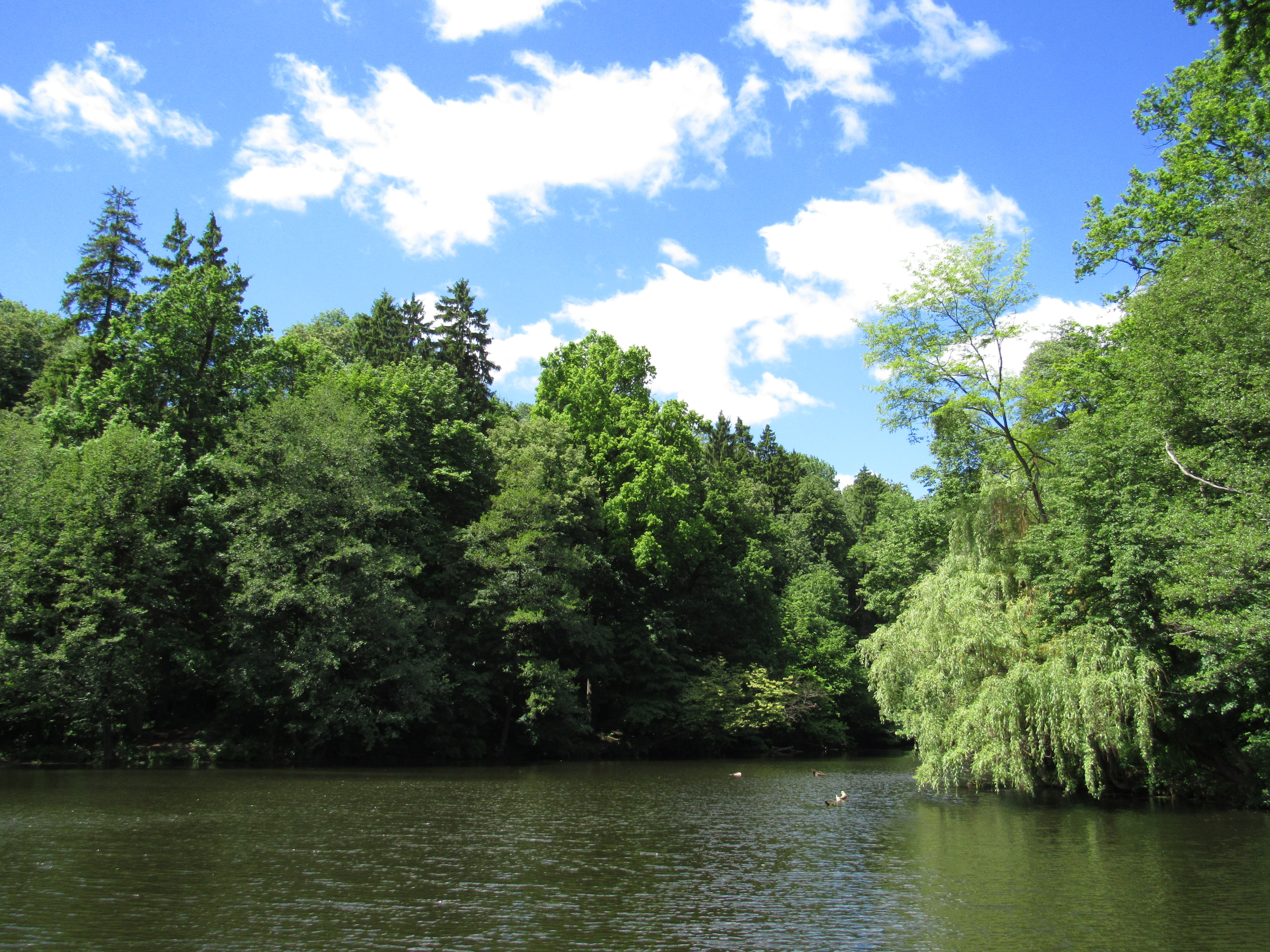
Нескучанський парк. Червень 2017

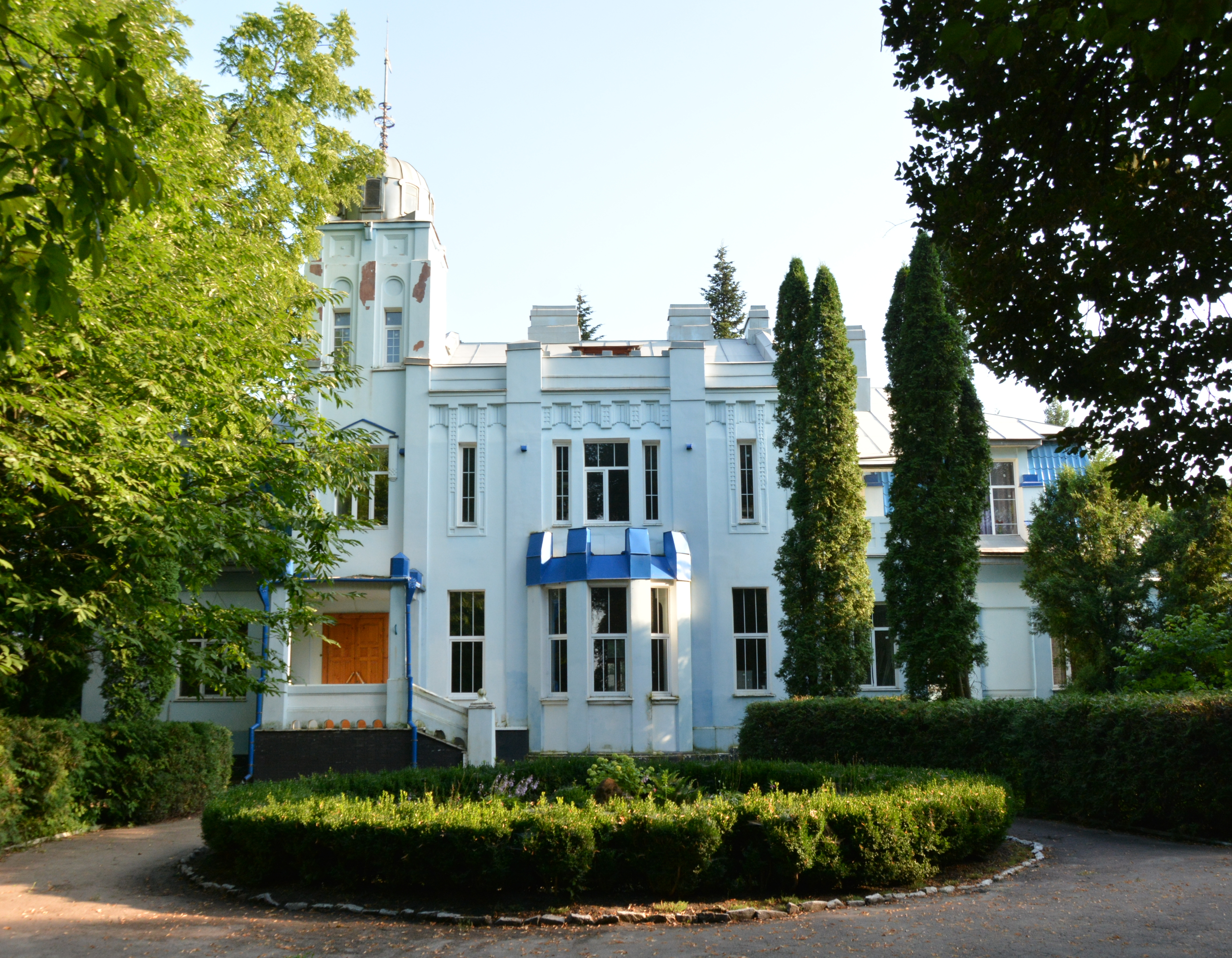
Будинок управителя маєтками Леопольда Кеніга в Тростянецькому парку, місце розташування лісової науково-дослідної станції

Парк-пам'ятка садово-паркового мистецтва загальнодержавного значення. Розташований на західній околиці Тростянця, в урочищі Нескучному.

### Круглий двір
У 1749 році сини-спадкоємці Тимофія Надаржинського — Йосип, Денис, Герасим, Пилип — збудували Круглий двір.
Час перебування Тростянця у власності сім'ї князя Василя Голіцина припав на період активного садибного будівництва на Харківщині. У цей час такі великі поміщики, як Завадський, Рєпнін, Голіцин та інші створюють у своїх маєтках цілі ансамблі з палацевих, культових і службово-господарських споруд. Голіцини забудовують садибу Тростянець будівлями в стилі російського класицизму. Садибу прикрашав «княжий палац» (поміщицький будинок), безпосередньо до нього примикали парк, оранжереї та кам'яна церква (нині діюча Благовіщенська церква). У Круглому дворі Голіцин облаштував цирк та стайні.
Круглий двір являє найбільший інтерес із садибних комплексів того періоду. У журналі «Столица и Усадьба» за 1916 р. опублікована стаття Г. Лукомського «Тростянець», в основу якої лягли враження автора після відвідин цього маєтку.

### Благовіщенська церква
Одна з найстаріших споруд міста. Збудована в 1744—1749 роках, а в 1750 була освячена. Благовіщенська церква являє собою кам'яний однобаневий храм із дзвіницею. Церква має чіткий силует та присадкуваті об'єми і побудована в стилі раннього класицизму з елементами бароко.

### Вознесенська церква
Збудована в XIX сторіччі, має багатий рельєфний фасад в русько-візантійському стилі. Її 40-метрова дзвіниця відзначається тонкою, художньою роботою народних майстрів-каменярів.

### Руїни «Гроту німф»
Руїни «Гроту німф», або просто «Гроту», як його називають тростянчани, розташовані в урочищі Нескучне (в межах Тростянецького парку). За однією з легенд грот є одним із виходів зі зруйнованої підземної мережі доріг, які начебто існували тут у давнину.
У місті працює центральна районна бібліотека імені Лесі Українки.

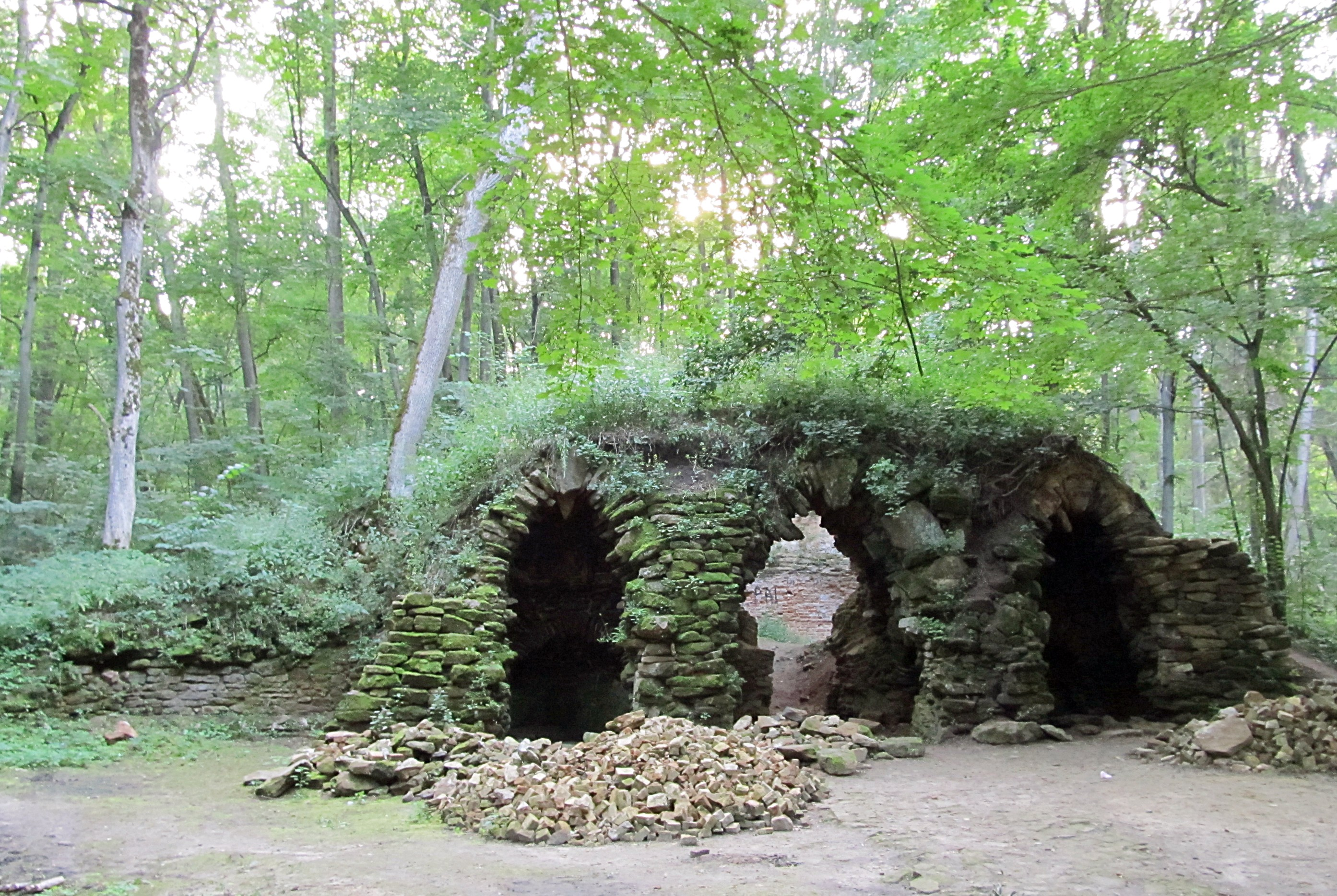
Руїни «Гроту німф»
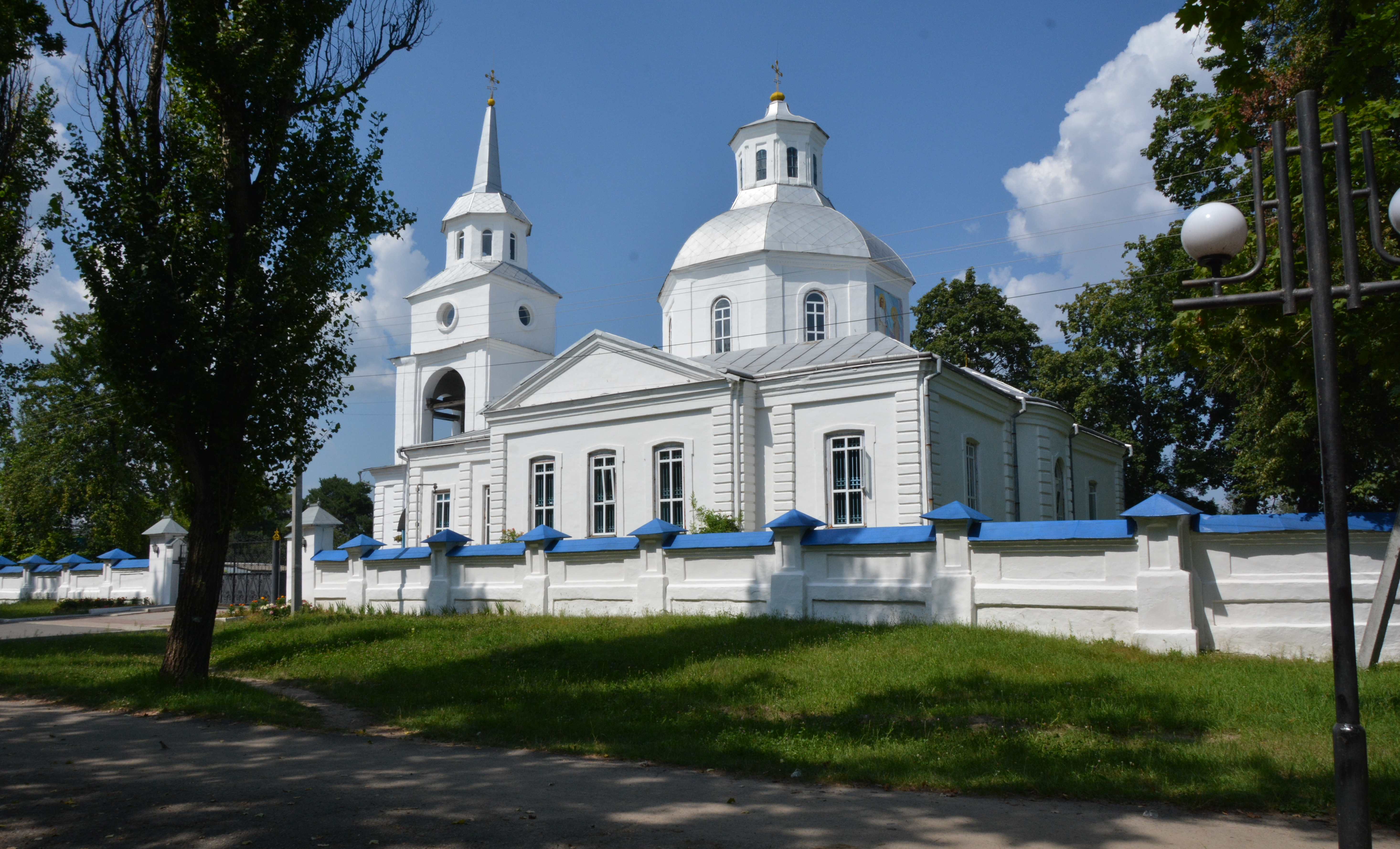
Благовіщенська церква
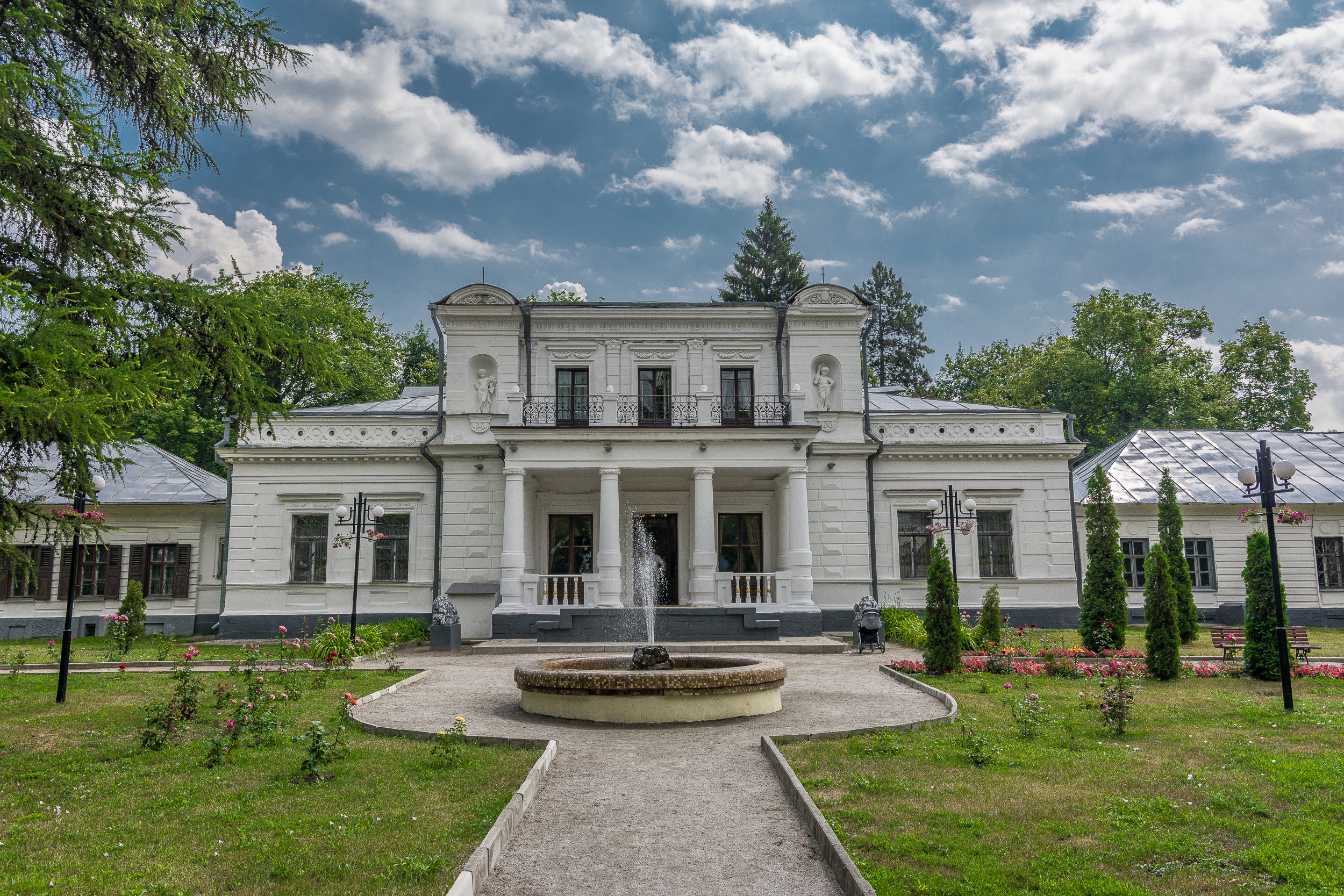
Садиба Л. Є. Кеніга
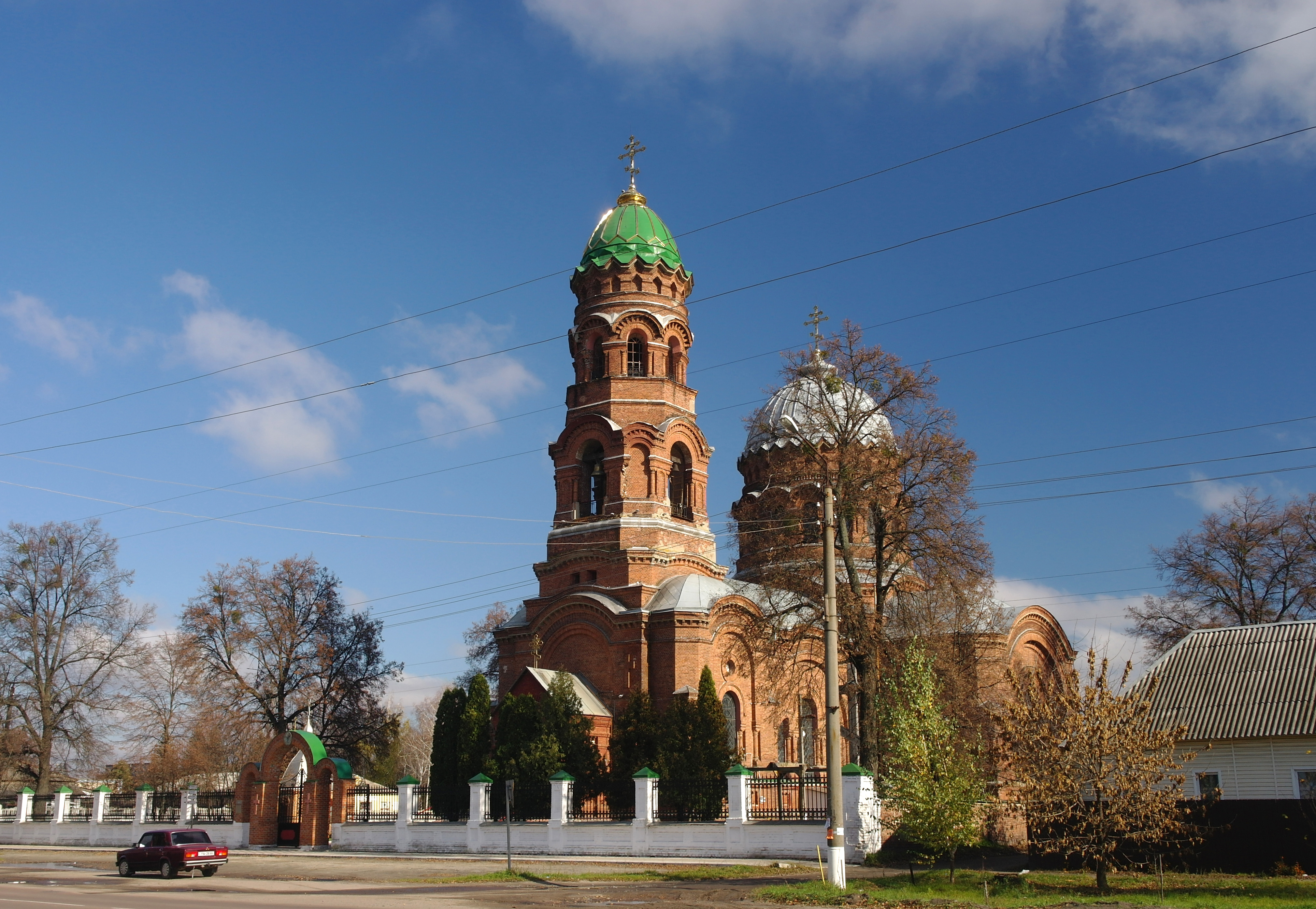
Вознесенська церква
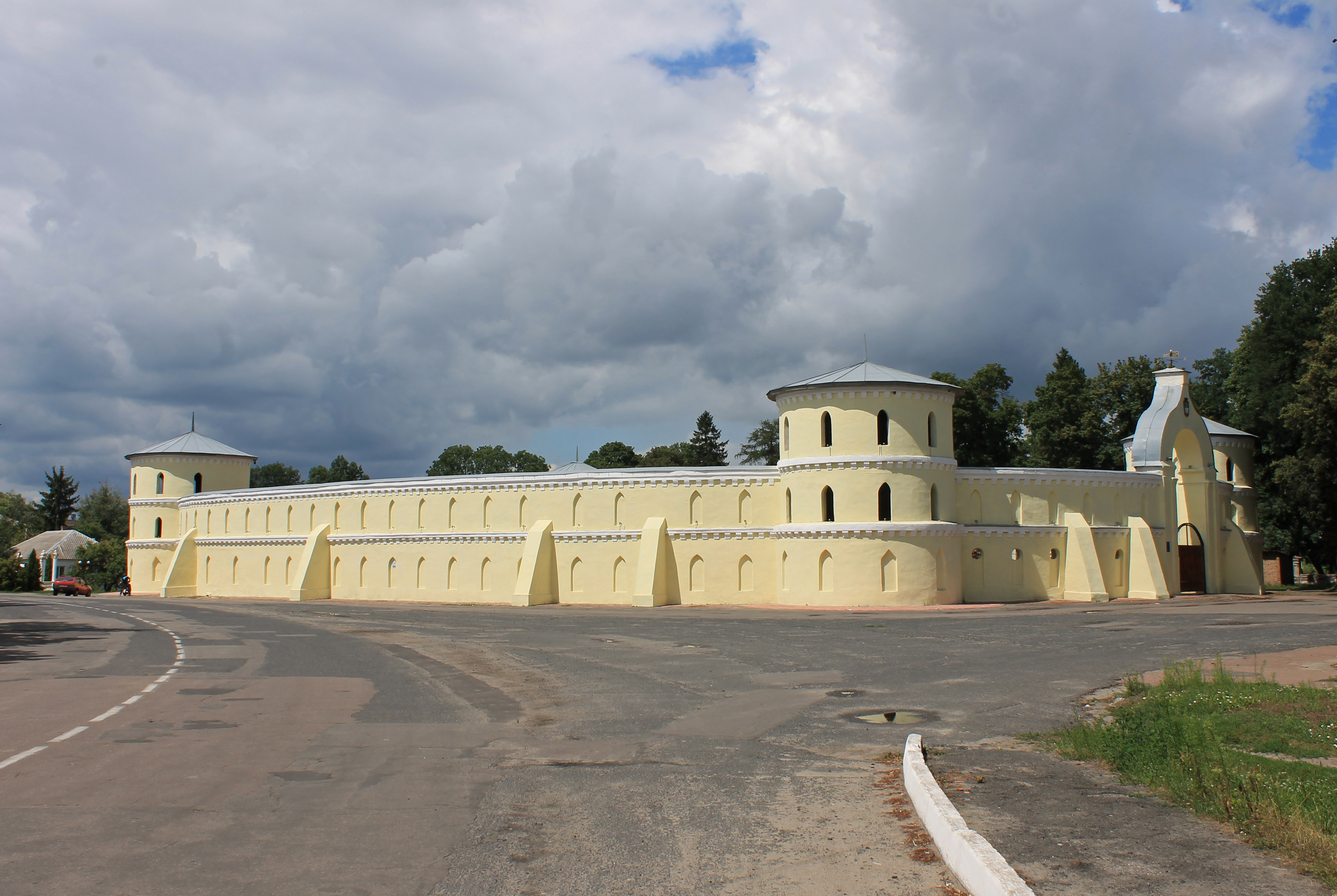
Круглий двір
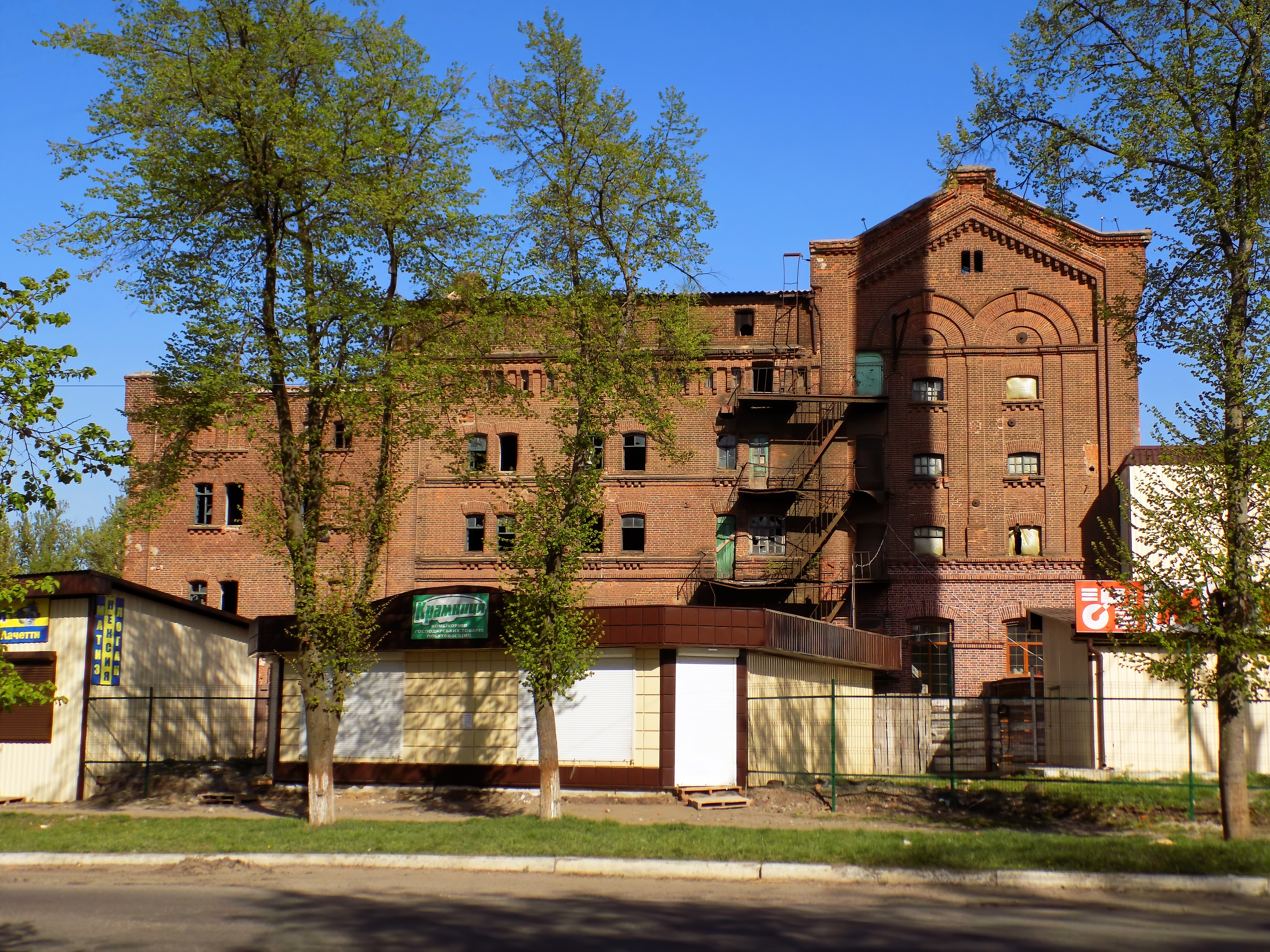
Вальцевий млин економії Л. Кеніга

## Природа і відпочинок
Місто Тростянець розташоване біля чудового за своєю красою урочища Нескучне, де серед мішаного (сосново-листяного) лісу розташовані три наповнених джерельною водою озера.
На жаль, через безвідповідальне господарювання одне з озер починає всихати, а колись доглянутий та багатий дендропарк майже злився з лісовою зоною. Офіційні джерела все ж стверджують, що тут ще збереглись 300-річні дуби. Спортивна база відпочинку, колись розташована в сосновому лісі біля озера, цілком зруйнована. За своїх найкращих часів база функціонувала цілий рік і налічувала 3 зимових, 4 літніх корпуси та службові будівлі.
На південь від Тростянця в заплаві річки Ворскли розташований Бакирівський гідрологічний заказник, заснований 1977 року (площа — 2388 га). Тут охороняється одне з найбільших боліт лісостепової зони, цінна флора, фауна (видри, ондатри, гніздування птахів).

## Інфраструктура
У радянські часи в місті працювали: машинобудівний завод (виготовляв обладнання для цукрової промисловості), завод «Електропобутприлад», підприємства харчової та деревообробної промисловості. Опинившись у конкурентному середовищі, більшість підприємств зазнали серйозних труднощів і були змушені скоротити асортимент та обсяги виготовлюваної продукції, що позначилось на доходах тростянчан, спричинило зростання безробіття.
На сьогодні майже всі підприємстві міста приватизовано.
Найвідомішим підприємством, флагманом місцевої промисловості і одним із найбільших роботодавців міста в теперішній час є Тростянецька шоколадна фабрика «Україна», яка належить компанії «Крафт Фудз Україна» і відома своїми торговими марками «Корона», «Україна» тощо. Завдяки іноземним інвестиціям підприємству вдалося подолати фінансову кризу та зайняти одне з провідних місць на ринку шоколадної продукції в Україні.
Також містоутворюючим підприємством є ТД Ельдорадо. Підприємство виготовляє борошно пшеничне (вищого і першого ґатунку), житнє, висівки під торговою маркою «Тростянецьке борошно». Компанія пройшла сертифікацію організації Bureau Veritas Certification Holding, яка підтверджує, що система менеджменту компанії відповідає стандартам: FSSC  22000. Це є гарантією якості і безпеки продукції для партнерів у всьому світі.
У 2018 році розпочалося будівництво промислового парку «Тростянець».

### Вулиці
Центральними вулицями міста є Благовіщенська, Вознесенська, Миру і Татаренка вулиці. Також великими вулицями є вулиця Кеніга, Набережна, Шевченка, Богдана Хмельницького, Гришина і Нескучанська.

## Політика
Завдяки керівникам району Тростянець здобув широку «славу» під час виборів президента України 2004 та Помаранчевої революції через розправу керівника місцевої райдержадміністрації Березіна над групою журналістів «5 каналу», «Тонісу» та «Громадського радіо» напередодні 31 жовтня.
Після 1-го туру виборів внаслідок сутички між головою Тростянецької районної ради Сергієм Киричком та начальником карного розшуку Олегом Авершиним із 26-річним жителем Тростянця Олександром Богоденком останнього було важко побито. З тяжкими травмами голови хлопець помер у Сумській обласній лікарні. Причиною сутички стала відмова Олександра пити «за здоров'я» кандидата в президенти Віктора Януковича, підтримуваного місцевою владою. Ця подія сколихнула тростянчан, які масово вийшли на мітинг із вимогою покарати винних та розслідувати факти корупції в районній адміністрації та міліції.
Напередодні 2-го туру виборів під керівництвом та опікою місцевих чиновників близько півсотні бандитів вчинили побиття спостерігачів та розгромили місцевий штаб кандидата в президенти від опозиції Віктора Ющенко.

## Видатні постаті
13 грудня 1893 року в Тростянці народився письменник Микола Хвильовий.
- Галина Андрусенко — українська філолог та мистецтвознавець, член Національної спілки художників України (1994).
- Олександр Арбо — кіноактор, режисер та постановник.
- Бабич Денис Володимирович — український військовик, учасник російсько-української війни[43].
- Євген Баглик (1997—2018) — старший солдат Збройних сил України, учасник російсько-української війни.
- Павло Борисенко — (*15(28) січня 1901 — 1 грудня 1993) — український художник.
- Микола Давидов (1975—2015) — старшина Збройних сил України, учасник російсько-української війни.
- Федір Дробітько.— український бандурист.
- Євдокимов Дмитро Володимирович (1998—2022) — український історик, активіст, солдат Збройних Сил України, учасник російсько-української війни, що загинув у ході російського вторгнення в Україну в 2022 році.
- Валентин Матвєєв — вчений-металознавець, академік НАН України.
- Леонід Татаренко — український поет, на його вірші покладено «Червоні троянди».
- Улітку 1864 року в Тростянці перебував композитор П. Чайковський. Тут він написав свій перший симфонічний твір — увертюру до драми О. Островського «Гроза».У Тростянці також тимчасово перебували Павло Грабовський, Антон Чехов.
- Шинкаренко Ігор Вадимович (1994—2022) — старший лейтенант Збройних Сил України, учасник російсько-української війни.

Серед почесних громадян міста:
- Михайло Бережний — ветеран війни і праці, кавалер кількох орденів, кандидат сільськогосподарських наук[44].

### Померли
- Генрі Іттар (1773—1850) — італійський архітектор.
- Іванова Вікторія Володимирівна — учасниця російсько-української війни, що загинула в ході російського вторгнення в Україну в 2022 році.

## Міста-побратими
- Кожухув, Любуське воєводство, Польща
- Богухвала, Підкарпатське воєводство, Польща
- Чаттануга, Теннессі, США[45]
- Чортків, Україна
- Бистршиці-над-Пернштейнем, край Височина, Чехія
- Монтабаур, Рейнланд-Пфальц, Німеччина
- Женнвільє, Іль-де-Франс, Франція[46]